# Rhaphidophoridae

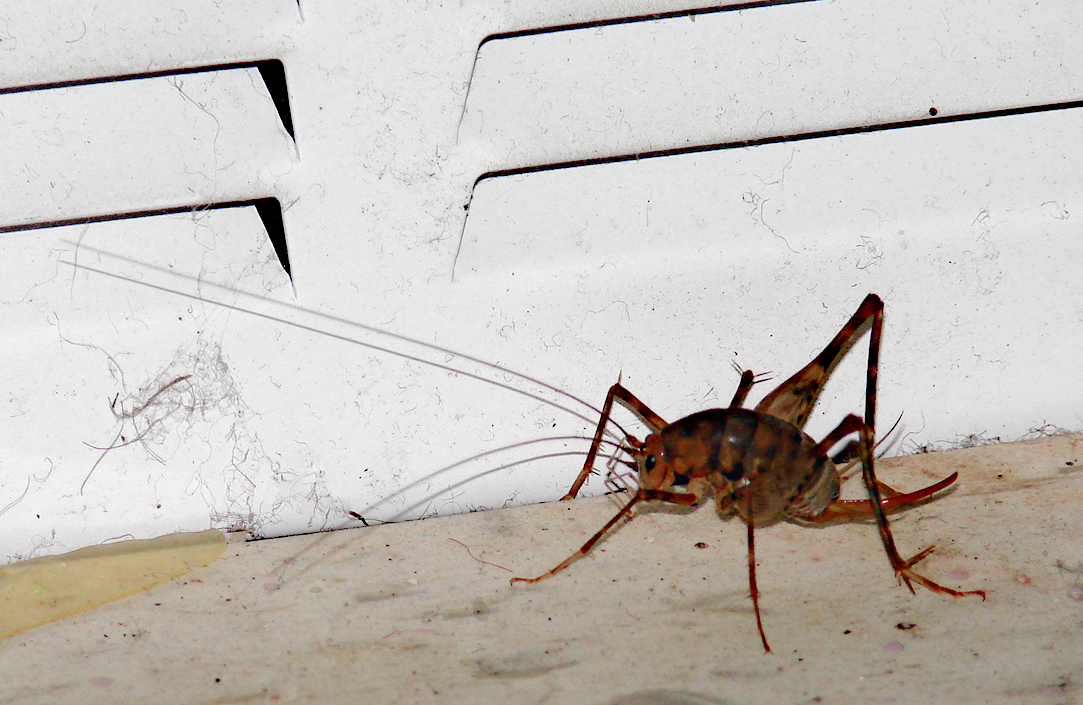
Gewächshausschrecke (Diestrammena asynamora)

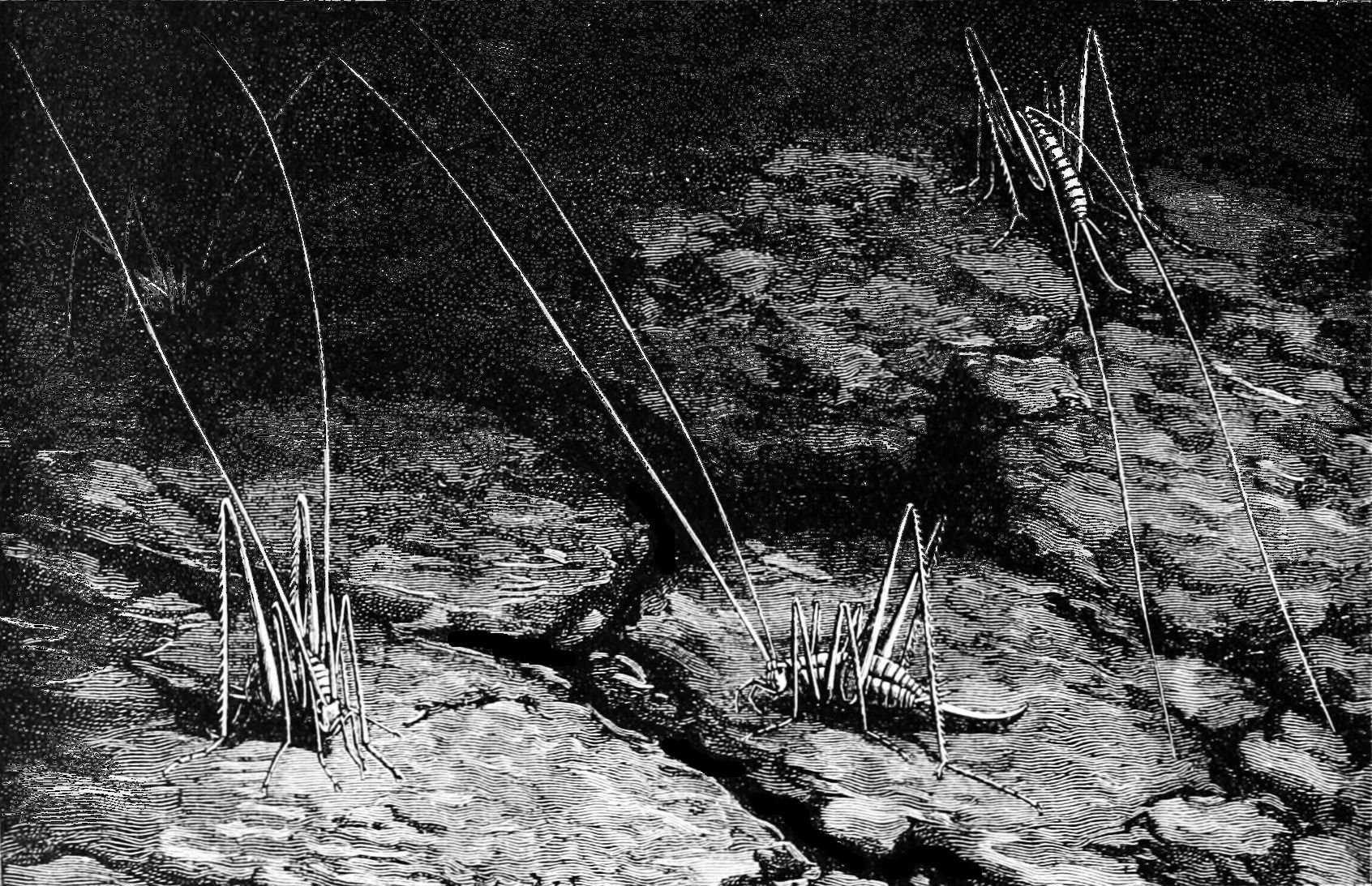
Zeichnung von Dolichopoda palpata

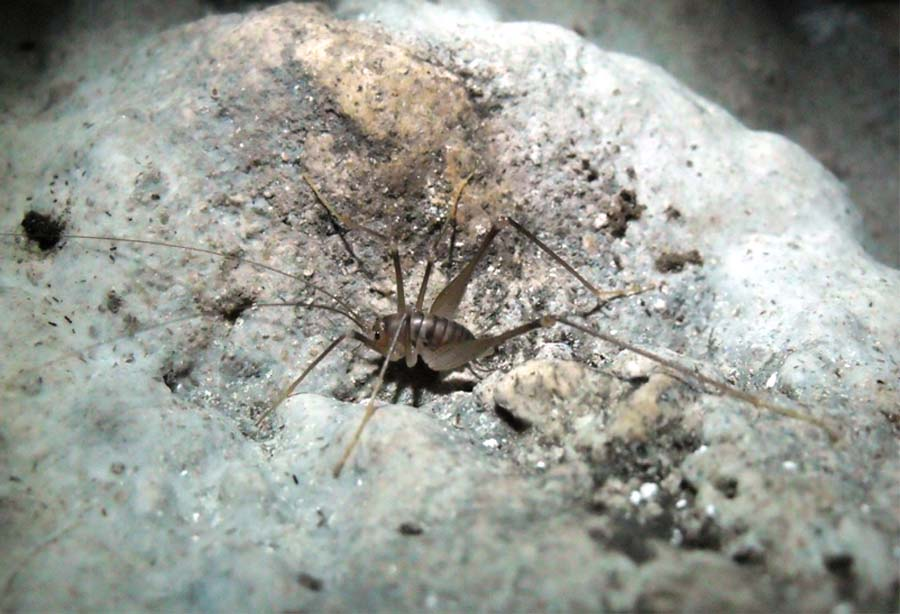
Dolichopoda geniculata

Die Rhaphidophoridae sind die einzige Familie der Überfamilie Rhaphidophoroidea aus der Ordnung der Langfühlerschrecken. Im Deutschen werden sie auch als Höhlenschrecken bezeichnet. Sie umfasst ungefähr 550 Arten in 80 Gattungen. Die meisten bekannten Arten kommen von Indien über Südost-Asien bis Australien und in Polynesien vor. Eine Art, die Gewächshausschrecke, wurde kosmopolitisch verbreitet und gilt in Gewächshäusern als Schädling. Die ausgestorbene Unterfamilie Protroglophilinae wurde anhand von Bernstein-Einschlüssen beschrieben.

## Merkmale
Alle Arten sind ungeflügelt. Ihr Körper ist bucklig, die Antennen und die Hinterbeine sind sehr lang. Einige Arten erzeugen Laute, indem sie die Innenseite des hinteren Femurs gegen den Hinterleib reiben und durch rhythmisches Trommeln des Hinterleibs gegen beispielsweise Boden, Äste oder Zweige. Bei manchen arenicolen (sandbewohnenden) Arten sind die Hinterbeine zu Grabwerkzeugen umgebildet.

## Lebensweise
Manche Gruppen sind auf Höhlen beschränkt, andere haben sich an eine grabende Lebensweise angepasst. Die meisten Arten leben in Laubstreu oder dunklen (Erd-)Spalten. Dort verbringen sie den Tag und kommen nur in feuchten Nächten an die Oberfläche, um dort Laubstreu oder Detritus zu fressen. Es gibt Arten, die auch Pilze zu sich nehmen. Mindestens einmal wurde bei einer höhlenbewohnenden Art beobachtet, wie ein Individuum frisch geschlüpfte Vögel erbeutete.

## Systematik
Die Überfamilie besteht aus einer Familie, 10 Unterfamilien und zahlreichen Gattungen und Arten (nur ausgewählte angegeben):
- Überfamilie Rhaphidophoroidea Walker, F. 1871
  - Familie Rhaphidophoridae Walker, F. 1871
    - Unterfamilie Aemodogryllinae Jacobson 1905
      - Tribus Aemodogryllini Jacobson 1905
        - Gattung Diestrammena Brunner von Wattenwyl, 1888
          - Art Diestrammena asynamora, Gewächshausschrecke

        - Gattung Eutachycines Storozhenko, 1990
        - Gattung Microtachycines Gorochov, 1992
        - Gattung Paradiestrammena Chopard, 1919
        - Gattung Paratachycines Storozhenko, 1990

      - Tribus Diestramimini Gorochov 1998
        - Gattung Adiestramima Gorochov, 1998
        - Gattung Diestramima Storozhenko, 1990
        - Gattung Gigantettix Gorochov, 1998
        - Gattung Megadiestramima Storozhenko & Gorochov, 1992
        - Gattung Tamdaotettix Gorochov, 1998

keiner Tribus zugeordnet:
- -     -       - Gattung Atachycines Furukawa, 1933
      - Gattung Neotachycines Sugimoto & Ichikawa, 2003

    - Unterfamilie Anoplophilinae Storozhenko & Paik 2010
      - Gattung Alpinanoplophilus Ishikawa, 1993
      - Gattung Anoplophilus Karny, 1931

    - Unterfamilie Ceuthophilinae Tepper 1892
      - Tribus Argyrtini Saussure & Pictet 1897
        - Gattung Anargyrtes Hubbell, 1972
        - Gattung Argyrtes Saussure & Pictet, 1897
        - Gattung Leptargyrtes Hubbell, 1972

      - Tribus Ceuthophilini Tepper 1892
        - Gattung Ceuthophilus Scudder, 1862
        - Gattung Macrobaenetes Tinkham, 1962
        - Gattung Rhachocnemis Caudell, 1916
        - Gattung Styracosceles Hubbell, 1936
        - Gattung Typhloceuthophilus Hubbell, 1940
        - Gattung Udeopsylla Scudder, 1862
        - Gattung Utabaenetes Tinkham, 1970

      - Tribus Daihiniini Karny 1929
        - Gattung Ammobaenetes Hubbell, 1936
        - Gattung Daihinia Haldeman, 1850
        - Gattung Daihinibaenetes Tinkham, 1962
        - Gattung Daihiniella Hubbell, 1936
        - Gattung Daihiniodes Hebard, 1929
        - Gattung Phrixocnemis Scudder, 1894

      - Tribus Hadenoecini Ander 1939
        - Gattung Euhadenoecus Hubbell, 1978
        - Gattung Hadenoecus Scudder, 1862

      - Tribus Pristoceuthophilini Rehn, J.A.G. 1903
        - Gattungs-Gruppe Phoberopodes Hubbell 1977
          - Gattung Hypsobadistes Hubbell, 1977
          - Gattung Phoberopus Saussure & Pictet, 1897

keiner Gattungsgruppe zugeordnet:
- -     -       -         - Gattung Exochodrilus Hubbell, 1972
        - Gattung Farallonophilus Rentz, 1972
        - Gattung Pristoceuthophilus Rehn, 1903
        - Gattung Salishella Hebard, 1939

    - Unterfamilie Dolichopodainae Brunner von Wattenwyl 1888
      - Tribus Dolichopodaini Brunner von Wattenwyl 1888
        - Gattung Dolichopoda Bolívar, 1880

    - Unterfamilie Gammarotettiginae Karny 1937
      - Tribus Gammarotettigini Karny 1937
        - Gattung Gammarotettix Brunner von Wattenwyl, 1888

    - Unterfamilie Macropathinae Karny 1929
      - Tribus Macropathini Karny 1929
        - Gattung Australotettix Richards, 1964
        - Gattung Cavernotettix Richards, 1966
        - Gattung Dendroplectron Richards, 1964
        - Gattung Heteromallus Brunner von Wattenwyl, 1888
        - Gattung Insulaplectron Richards, 1970
        - Gattung Ischyroplectron Hutton, 1896
        - Gattung Isoplectron Hutton, 1896
        - Gattung Macropathus Walker, 1869
        - Gattung Micropathus Richards, 1964
        - Gattung Neonetus Brunner von Wattenwyl, 1888
        - Gattung Notoplectron Richards, 1964
        - Gattung Novoplectron Richards, 1958
        - Gattung Novotettix Richards, 1966
        - Gattung Pachyrhamma Brunner von Wattenwyl, 1888
        - Gattung Pallidoplectron Richards, 1958
        - Gattung Pallidotettix Richards, 1968
        - Gattung Paraneonetus Salmon, 1948
        - Gattung Parudenus Enderlein, 1910
        - Gattung Parvotettix Richards, 1968
        - Gattung Petrotettix Richards, 1972
        - Gattung Pharmacus Pictet & Saussure, 1893
        - Gattung Pleioplectron Hutton, 1896
        - Gattung Setascutum Richards, 1972
        - Gattung Spelaeiacris Péringuey, 1916
        - Gattung Speleotettix Chopard, 1944
        - Gattung Tasmanoplectron Richards, 1971
        - Gattung Udenus Brunner von Wattenwyl, 1900
        - Gattung Weta Chopard, 1923

      - Tribus Talitropsini Gorochov 1988
        - Gattung Talitropsis Bolívar, 1882

    - Unterfamilie Protroglophilinae † Gorochov 1989
      - Gattung Prorhaphidophora † Chopard, 1936
      - Gattung Protroglophilus † Gorochov, 1989

    - Unterfamilie Rhaphidophorinae Walker, F. 1871
      - Tribus Rhaphidophorini Walker, F. 1871
        - Gattung Eurhaphidophora Gorochov, 1999
        - Gattung Minirhaphidophora Gorochov, 2002
        - Gattung Neorhaphidophora Gorochov, 1999
        - Gattung Pararhaphidophora Gorochov, 1999
        - Gattung Rhaphidophora Serville, 1838
        - Gattung Stonychophora Karny, 1934

    - Unterfamilie Troglophilinae Krauss 1879
      - Gattung Troglophilus Krauss, 1879
        - Art Troglophilus cavicola, Kollars Höhlenschrecke[3]
        - Art Troglophilus neglectus, Bedornte Höhlenschrecke

    - Unterfamilie Tropidischiinae Scudder, S.H. 1869
      - Gattung Tropidischia Scudder, 1869

## Belege